# 太田敬二
太田 敬二（おおた けいじ、1942年4月19日 - ）は、日本の経営者。キーコーヒー社長を務めた。

## 来歴・人物
神奈川県横浜市出身。1965年に早稲田大学商学部を卒業し、同年に木村コーヒー店(のちのキーコーヒー)に入社。1979年に取締役に就任し、1992年に副社長を経て、1994年6月に社長に就任。2002年7月には会長に就任。
2016年4月に旭日小綬章を受章。